# Baby Tonight
Baby Tonight è l'album d'esordio del cantautore, ballerino e produttore discografico statunitense Marlon Jackson, pubblicato il 13 luglio 1987.

## Successo commerciale
L'album raggiunse la 22ª posizione nella classifica rhythm and blues di Billboard e fu promosso dai due singoli Baby Tonight e Don't Go.

## Tracce
1. Don't Go – 4:09
2. To Get Away – 4:32
3. When Will You Surrender – 3:34
4. Lovely Eyes – 4:20
5. Baby Tonight – 4:29
6. Something Coming Down – 4:00
7. Life – 3:57
8. She Never Cried – 3:55
9. Talk 2-U – 4:20
10. Where Do I Stand – 4:43
11. Everyday Everynight – 4:29

## Formazione
- Marlon Jackson - voce, tastiere, cori
- Paul Jackson Jr - chitarra in Don't Go
- Louis Johnson - basso
- Greg Phillinganes, John Barnes, Khris Kellow, Fred Maher, Winston Johnson - tastiere
- Fred Maher, Winston Johnson - percussioni
- The Grit Brothers, Sweet Lips - strumenti a fiato
- Gerald Albright - sassofono in Don't Go
- Carol Jackson - voce
- Brittny Jackson, Valencia Jackson, Vesta Williams - cori
- Wayne Edwards - produttore esecutivo
- Bill Bottrell, Fred Maher, Marlon Jackson, Paul Ericksen, Winston Johnson - tecnici del suono
- Andy Wallace, Bill Bottrell - missaggio
- Aaron Rapoport - fotografia

## Classifiche
| Classifiche (1987–88)                          | Posizione massima |
| ---------------------------------------------- | ----------------- |
| Classifica generale di Billboard (Stati Uniti) | 175               |
| Classifica rhythm and blues (Stati Uniti)      | 22                |